# Mikrootoczenie
Mikrootoczenie, otoczenie konkurencyjne lub otoczenie bliższe przedsiębiorstwa – w ekonomii są to wszystkie czynniki, zarówno grupy jak i konkretne podmioty, które mają bezpośredni wpływ na przedsiębiorstwo i na które przedsiębiorstwo może wpływać. Mikrootoczenie określa warunki funkcjonowania i rozwoju przedsiębiorstwa w określonym sektorze. W jego skład wchodzą wszystkie podmioty działające w danym sektorze — od konkurentów, poprzez dostawców, po klientów. Ta część rzeczywistości otaczająca przedsiębiorstwo ma na nią największy wpływ, ale także odwrotnie — przedsiębiorstwo może wpływać na to bliższe otoczenie poprzez odpowiednie decyzje.

## Elementy
Do podmiotów wchodzących w skład mikrootoczenia wchodzą przede wszystkim:
- konkurenci bezpośredni, czyli przedsiębiorstwa z tego samego sektora,
- konkurenci pośredni, czyli producenci substytutów,
- konkurenci potencjalni, czyli przedsiębiorstwa, które starają się pokonać bariery wejścia do tego samego sektora,
- klienci (odbiorcy dóbr),
- dostawcy,
- regulatorzy rynku,
- sojusznicy strategiczni.

### Konkurenci
Konkurenci przedsiębiorstwa to inne organizacje konkurujące z nim o zasoby, przeważnie klientów i pieniądze. Przedsiębiorstwa mogą również konkurować o różnego rodzaju zasoby inne niż środki pieniężne przeznaczone na wydatki konsumpcyjne. Dwie całkowicie niezależne organizacje mogą konkurować o uzyskanie kredytu od banku dysponującego ograniczonymi środkami na akcję kredytową. Firmy konkurują także o wysokiej jakości siłę roboczą, przełomowe wynalazki i patenty, również o rzadkie surowce.

### Klienci
Klienci (odbiorcy) to wszyscy ci, którzy płacą za nabywane wyroby lub usługi przedsiębiorstwa. Często powiązanie transakcji z klientami jest bardzo zawikłane. W wielu przypadkach kupując wyrób danej firmy nie kupujemy go bezpośrednio od niej, tylko u niezależnej firmy, która jest pośrednikiem w rozprowadzaniu tego produktu. Klientami nie muszą być osoby fizyczne. Można tu wymienić na przykład szpitale, hurtowników oraz producentów.
Bardzo ważne dla przedsiębiorstwa są informacje o klientach. Najczęściej uzyskuje się je na podstawie badań rynkowych oraz sprawozdań przedstawicieli handlowych. Obecnie wiele firm koncentruje się na określonych grupach konsumentów lub regionach. Klienci wywierają także duży nacisk dotyczący np. ogólnej jakości produktów lub serwisu itd.
Zrozumienie klientów jest jednym z podstawowych czynników powodzenia działalności gospodarczej. Firmy, które potrafią dotrzeć ze swoją ofertą do odpowiednio wybranej i zweryfikowanej grupy klientów, odnoszą sukces rynkowy.

### Dostawcy
Dostawcy to organizacje dostarczające zasoby innym organizacjom. Każde przedsiębiorstwo korzysta z usług wielu dostawców. Jedni dostarczają surowce, inni maszyny i wyposażenie. Banki i agencje kredytowe dostarczają niezbędnego kapitału do prowadzenia działalności gospodarczej. Pośrednicy pracy dostarczają zasobów ludzkich. Istnieją również dostawcy informacji ułatwiającej działalność przedsiębiorstwa oraz firmy wyspecjalizowane w przetwarzaniu informacji na użytek przedsiębiorstw (np. badania rynku, opracowywanie prognoz gospodarczych). Współczesne organizacje starają się unikać uzależnienia od jednego dostawcy – jest to spowodowane możliwością paraliżu firmy np. w przypadku problemów finansowych dostawcy.

### Regulatorzy
Regulatorzy to jednostki, które mogą kontrolować, regulować lub w inny sposób oddziaływać na politykę i praktyki przedsiębiorstwa. Wyróżnia się dwa rodzaje regulatorów.
Pierwszy to agencje regulacyjne, powołane przez rząd w celu ochrony społeczeństwa przed różnymi praktykami gospodarczymi lub ochrony jednej organizacji przed inną. Można tu wymienić dla przykładu Agencję Ochrony Środowiska lub Komisja Nadzoru Finansowego. Mają one bardzo duży wpływ na przedsiębiorstwa. Muszą one ponosić na przykład koszty ochrony środowiska, bądź utrzymania odpowiednich norm jakościowych produkowanych przez siebie produktów.
Drugim rodzajem regulatora jest grupa interesu. Są to grupy pragnące wywierać wpływ na prowadzoną przez przedsiębiorstwa działalność gospodarczą. Grupy interesów nie dysponują oficjalnymi atrybutami władzy. Mogą jednak wywierać znaczny wpływ, wykorzystując środki masowego przekazu do zwrócenia uwagi opinii publicznej na swoje racje. Na przykład organizacje walczące z alkoholizmem wywierają nacisk na producentów napoi alkoholowych, firmy samochodowe, władze lokalne oraz bary i restauracje. Przykładami grup interesu może być również Unia Konsumentów oraz Krajowa Organizacja Kobiet.

### Sojusznicy strategiczni
Sojusznicy strategiczni to przedsiębiorstwa współpracujące ze sobą w ramach wspólnego przedsięwzięcia. Sojusze strategiczne pomagają firmom uzyskiwać od innych doświadczenie i wiedzę, których im brakuje. Tworzenie aliansów strategicznych pozwala ich uczestnikom na rozłożenie ryzyka, ułatwia dostęp do wiedzy, informacji, doświadczenia czy technologii stosowanej przez partnerów, współfinansowanie inwestycji itp. Menedżerowie muszą jednak uważać, by nie ujawnić ważnych dla konkurencji informacji.

## Analiza
Do analizy otoczenia konkurencyjnego służą:
- analiza strukturalna sektora, zwana analizą pięciu sił Portera,
- profil ekonomiczny sektora,
- punktowa ocena atrakcyjności sektora,
- analiza gron,
- mapa grup strategicznych,
- krzywa doświadczeń,
- ocena potencjału globalizacyjnego sektora.